# Есин, Иван Фёдорович
Иван Фёдорович Есин (1906, село Еленовское Кубанской области, Российская империя — 14 ноября 1968, село Еленовское Красногвардейский район, Адыгейская автономная область, РСФСР) — участник Великой Отечественной войны, полный кавалер ордена Славы.

## Биография
Родился в семье крестьянина, русский. Окончил 3 класса, работал в колхозе «Парижская коммуна».
3 июля 1941 года призван в Красную Армию, на фронте с 21 октября 1941 года. Воевал связистом, пулемётчиком на Юго-Западном, Сталинградском, Донском и Южном фронтах, в Отдельной Приморской армии и на 4-м Украинском фронте. Четырежды был ранен.
13 и 14 января 1944 года участвовал в боях за Керченский полуостров. При штурме высоты 95,1 двигался в первых рядах наступающих, огнём из пулемёта уничтожил две огневых точки и до 15 солдат противника. 24 января 1944 года награждён медалью «За отвагу».
11 мая 1944 года в бою за бухты Камышовая и Казачья на подступах к городу Севастополю гвардии младший сержант И. Ф. Есин умело руководил боем отделения, грамотно расставил огневые средства. Подразделение с успехом отразило две контратаки противника. Когда вышел из строя один из расчетов, сам лег за пулемет и своим метким огнем уничтожил до 20 гитлеровцев. Приказом по частям 128-й гвардейской горнострелковой дивизии №25/н от 15 июня 1944 года награждён орденом Славы 3-й степени.
7 декабря 1944 года в бою у населенного пункта Бачков (20 км западнее города Михаловце (Словакия) огнём из пулемета подавил две вражеские огневые точки, препятствовавшие атаке стрелковых подразделений. После овладения населенным пунктом огнем из «Максима» участвовал в отражении контратаки, истребил до 30 гитлеровцев. Был ранен осколком в руку, но не ушел с позиции. За это бой приказом по войскам 1-й гвардейской армии №55/н от 6 апреля 1945 года награждён орденом Славы 2-й степени.
После выздоровления вернулся в свой полк и был назначен командиром стрелкового отделения. 21 февраля 1945 года, в бою за важный населенный пункт, применив обходной маневр, со своим отделением ворвался в тыл противника. Гранатами лично уничтожил 8 гитлеровцев. При отражении  контратаки противника его отделение плотным ружейно-пулеметным огнем не допустило прорыва врага. Был ранен, после боя эвакуирован в госпиталь. За это бой награжден орденом Красной Звезды.
После госпиталя снова вернулся в свой полк. 1 и 8 мая 1945 года в боях за города Моравска-Острава (ныне Острава) и Оломоуц со своим расчётом подавил 6 огневых точек, истребил свыше 20 гитлеровцев.
После Победы продолжал службу в армии. Член ВКП(б) с 1945 года. В ноябре 1945 года был демобилизован в звании старшины и вернулся на родину.
Указом Президиума Верховного Совета СССР от 15 мая 1946 года награждён орденом Славы 1-й степени, став полным кавалером ордена Славы.
Работал в колхозе имени XXII съезда КПСС. Умер 14 ноября 1968 года в селе Еленовском.

## Награды
- Орден Красной Звезды
- медаль «За отвагу» (24.01.1944)
- три ордена Славы (15.06.1944, 06.04.1945, 15.05.1946)
- другие медали.

## Память
- В Краснодаре установлена Мемориальная доска с именами полных кавалеров Ордена Славы.
- Установлен надгробный памятник на могиле Героя.
- В родном селе в Еленовском И. Ф. Есину установлен памятник, одна из улиц носит его имя.